# Abdallah Al-Fakhouri
Abdallah Al-Fakhouri, né le 22 janvier 2000 à Russeifa, est un footballeur international jordanien. Il joue au poste de gardien de but avec Al-Weehdat Club.

## Carrière

### En club
Dès sa jeunesse, il est considéré comme les meilleurs talents à son poste en Jordanie. En juin 2018, il est testé par Waasland-Beveren. Il est également invité par le Real Valladolid et le Sporting Clube de Portugal. Finalement, il signe avec Al-Weehdat Club et succède Amer Shafi.

### En sélection
Le 11 janvier 2018, il fait ses débuts avec la Jordanie en remplaçant Yazid Abu Layla lors d'une rencontre amicale perdue 1-2 contre la Finlande. 

## Palmarès
- Championnat de Jordanie : 2020
- Supercoupe de Jordanie : 2021